# Zhang Wei (Badminton, 1977)
Zhang Wei (chinesisch 张尉, * 2. Dezember 1977) ist ein ehemaliger chinesischer Badmintonspieler, nicht zu verwechseln mit seinem etwas jüngeren Namensvetter und Mixedspezialisten Zhang Wei.

## Karriere
1994 gewann Zhang Wei die Junioren-Weltmeisterschaft, drei Jahre später stand er bereits im Finale der China Open. 1998 und 1999 holte er jeweils Silber bei den Asienmeisterschaften. 1999 holte er ebenfalls Bronze bei der Weltmeisterschaft im Herrendoppel mit Zhang Jun.

## Sportliche Erfolge
| Saison | Veranstaltung                     | Disziplin    | Platz | Name                   |
| ------ | --------------------------------- | ------------ | ----- | ---------------------- |
| 1994   | Junioren-Weltmeisterschaft        | Mixed        | 1     | Zhang Wei / Qiang Hong |
| 1997   | China Open                        | Herrendoppel | 2     | Liu Yong / Zhang Wei   |
| 1998   | Asienmeisterschaft                | Herrendoppel | 2     | Zhang Wei / Zhang Jun  |
| 1999   | Weltmeisterschaft                 | Herrendoppel | 3     | Zhang Wei / Zhang Jun  |
| 1999   | Asienmeisterschaft                | Herrendoppel | 2     | Zhang Wei / Zhang Jun  |
| 2000   | Thailand Open                     | Herrendoppel | 1     | Zhang Jun / Zhang Wei  |
| 2001   | China Open                        | Herrendoppel | 1     | Zhang Wei / Zhang Jun  |
| 2002   | Japan Open                        | Herrendoppel | 3     | Zhang Wei / Zhang Jun  |
| 2004   | Weltmeisterschaften der Studenten | Herrendoppel | 2     | Wang Wei / Zhang Wei   |